# خواهر کوچک (فیلم ۲۰۲۵)
خواهر کوچک (فرانسوی: La Petite Dernière‎; ترجمه تحت‌اللفظی: 'The Little Last One') فیلمی در ژانر درام بلوغ محصول سال ۲۰۲۵ به نویسندگی و کارگردانی حفصیه حرزی است. این فیلم اقتباسی از رمان نیمه‌زندگی‌نامه‌ای آخرین اثر فاطیما داس (۲۰۲۰) است. در این فیلم، نادیا ملیتی (در نخستین تجربهٔ بازیگری خود) نقش دختری از خانواده‌ای مهاجر الجزایری در پاریس را ایفا می‌کند که میان انتظارات خانواده‌اش و شکل‌گیری هویت شخصی خود دچار کشمکش است. از بازیگران مکمل می‌توان به پارک جی مین، لویی ممی، مونا سوالم و چندین بازیگر دیگر اشاره کرد. این فیلم محصول مشترک فرانسه و آلمان است. خواهر کوچک در ۱۶ مه ۲۰۲۵ در بخش رقابت اصلی هفتاد و هشتمین جشنواره فیلم کن برای نخستین بار به نمایش درآمد و موفق به دریافت نخل کوئیر و جایزه بهترین بازیگر زن شد. اکران عمومی فیلم در فرانسه از ۱ اکتبر ۲۰۲۵ توسط کمپانی آد ویتام آغاز خواهد شد.